# لئو فون کاپریوی
گئورگ لئو گراف فون کاپریوی د کاپررا د مونته‌کوکولی (به آلمانی: Georg Leo Graf von Caprivi de Caprera de Montecuccoli) (زادهٔ ۲۴ فوریهٔ ۱۸۳۱ – درگذشتهٔ ۶ فوریهٔ ۱۸۹۹) سیاستمدار، سرلشکر و دولت‌مرد آلمانی بود. وی پس از اتو فون بیسمارک میان سال‌های ۱۸۹۰ تا ۱۸۹۴ صدر اعظم آلمان بود.

## زندگی
فون کاپریوی در شارلوتنبورگ در نزدیکی برلین زاده‌شد. خانوادهٔ او تبار ایتالیایی و اسلوون داشتند و نام خانوادگی او نیز در پیوند با شهر کوپریونیک در اسلوونی بود. در آینده و در پی جنگ با عثمانی نیاکان او به سیلیزیا کوچیدند.
فون کاپریوی به ارتش پروس پیوست و در آن پیشرفت کرد. مدتی هم عهده‌دار وزارت جنگ بود. با برکناری بیسمارک در زمان ویلهلم دوم او به صدارت عظمی رسید. از دستاوردهای دورهٔ صدارت او برقراری تفاهم‌نامه‌های بازرگانی با روسیه و سیاست تعامل با بریتانیا بود.
او که در آغاز از پشتیبانی حزب لیبرال ملی آلمان برخوردار بود با گذشت زمان این پشتیبانی را از دست داد و سرانجام کنار گذاشته شد.